# Edvin Lovidius
Edvin Lovidius, född 2 mars 2002  i Nykvarn, är en svensk professionell landsvägscyklist.

## Karriär
Lovidus tävlar år 2024 för CC Étupes. Bland hans meriter kan nämnas ett SM-silver i tempolopp år 2022, och ett SM-brons i linjelopp år 2023 där han även tog guld i U23-klassen. I etapploppet Tour du Loir-et-Cher placerade han sig år 2024 på en andraplats i loppets första etapp. I etapploppet Ronde de l'Isard tog han hem segern i etapploppets första etapp.